# Restes explosifs de guerre

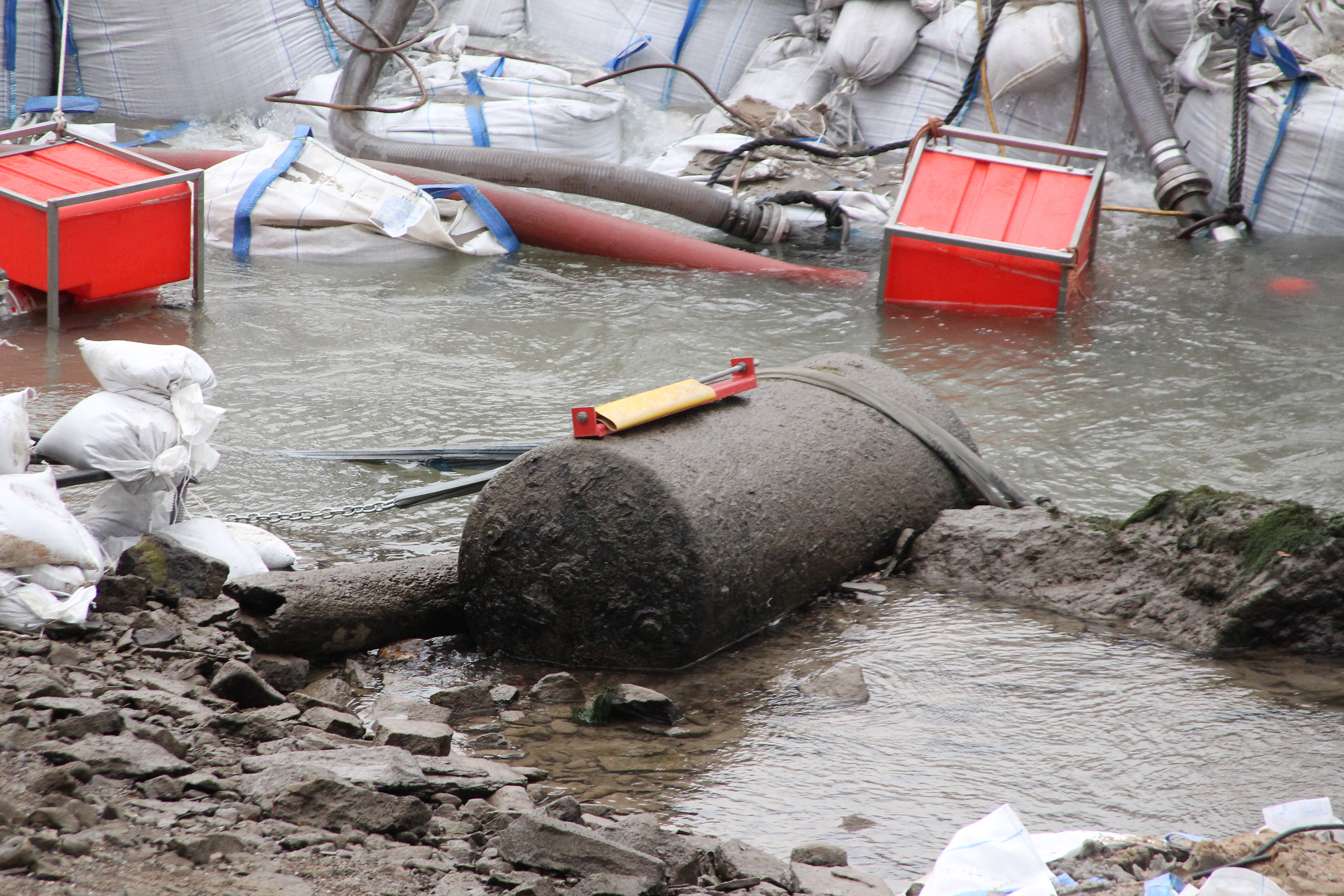
Des décennies après leur largage, les bombes restent dangereuses. Ici en 2011, les démineurs s'apprêtent à détruire in situ une bombe anglaise de 1.8 tonne, opération qui a justifié l'évacuation provisoire des habitants de Coblence.

Le terme restes explosifs de guerre (en anglais : remnants of war) est utilisé en droit international humanitaire pour désigner différents types d'engins non explosés — comme des grenades, des obus, des roquettes ou encore des bombes à sous-munitions — qui demeurent après la fin d'un conflit armé. Le plus souvent, les populations civiles sont les principales victimes de ce type d'armes.

## Description
Les restes explosifs sont couverts par le protocole V de la Convention sur certaines armes classiques, qui enjoint aux parties au conflit de procéder ou d'aider à l'enlèvement de ces armes. Ce texte est cependant relativement faible, notamment parce qu'il ne dispose d'aucun mécanisme de vérification. C'est pour pallier cela qu'a récemment été créée la Convention sur les armes à sous-munitions, qui vise à interdire de manière plus complète ce type d'armes en particulier.

## Exemple
La présence de nombreuses munitions non explosées est l'un des critères retenus pour définir les zones rouges après la fin de la Première Guerre mondiale en France.